# Abutilon haenkeanum
Abutilon haenkeanum là một loài thực vật có hoa trong họ Cẩm quỳ. Loài này được C.Presl mô tả khoa học đầu tiên năm 1834.